# Barum, Lüneburg
Barum är en kommun och ort i Landkreis Lüneburg i förbundslandet Niedersachsen i Tyskland. De tidigare kommunerna Horburg och St. Dionys uppgick i Barum 1 mars 1974.
Kommunen ingår i kommunalförbundet Samtgemeinde Bardowick tillsammans med ytterligare sex kommuner.